# Frente de Todos
A Frente de Todos foi uma coalizão política de apoio ao presidente argentino Alberto Fernández. Nas eleições primárias de 11 de agosto de 2019, a coalizão presidencial da Frente de Todos, liderada por Alberto Fernández e pela candidata a vice-presidente Cristina Fernández de Kirchner, obteve 47% dos votos, entrando nas eleições gerais contra Mauricio Macri em outubro de 2019. A coalizão reutiliza o nome de uma coalizão anterior entre 2001 e 2009 . Em junho de 2023 foi anunciado a substituição da coalização política Frente de Todos pela Unión por la Patria (em português: União pela Pátria) para competir nas eleições gerais de outubro de 2023.

## História
A Frente de Todos é uma coalizão que busca criar uma união de todos os setores do peronismo (incluindo o kirchnerismo), o progressismo e o radicalismo, incluindo os partidos políticos de centro-esquerda e esquerda, a fim de evitar a reeleição do governo Mauricio Macri. A frente conta com o apoio da Confederação Geral do Trabalho.

## Membros
- Partido Justicialista
- Partido Intransigente
- Frente da Renovação
- Partido Comunista
- Partido Comunista (Congresso Extraordinário)
- Partido Humanista
- Partido da Frente Ampla
- Partido da Vitória
- Partido Solidário
- Kolina
- Novo Encontro
- Compromisso Federal
- FORJA
- Proyecto Sur
- Movimiento Nacional Alfonsinista
- Partido Comunista Revolucionário
- Unidade Popular
- Somos
- Partido Verde